# محافظات ليبيا
محافظات ليبيا هي تقسيم إداري اعتمد في ليبيا من عام 1963 حتى عام 1983. ظهرت إلى حيز الوجود في 27 أبريل 1963. في 1 سبتمبر 1969 بعد انقلاب حركة الضباط الأحرار في عام 1970، كانت هناك عملية إعادة تنظيم إداري أعطت السلطات المحلية المزيد من السلطة لتنفيذ سياسات الحكومة الوطنية، وأعيدت تسمية بعض أسماء وحدود المحافظات العشر. في فبراير 1975، أصدرت ليبيا قانونًا ألغى المحافظات والمديريات الخدمية التابعة لها، إلا أنها استمرت في العمل حتى أُستبدلت بالكامل في عام 1983 بـالبلديات
تاريخيًا، كانت مقاطعات ليبيا الثلاث هي (طرابلس في الشمال الغربي، برقة في الشرق، وفزان في الجنوب الغربي) تسمى أحيانًا بالمحافظات. [بحاجة لمصدر]

## المحافظات العشر

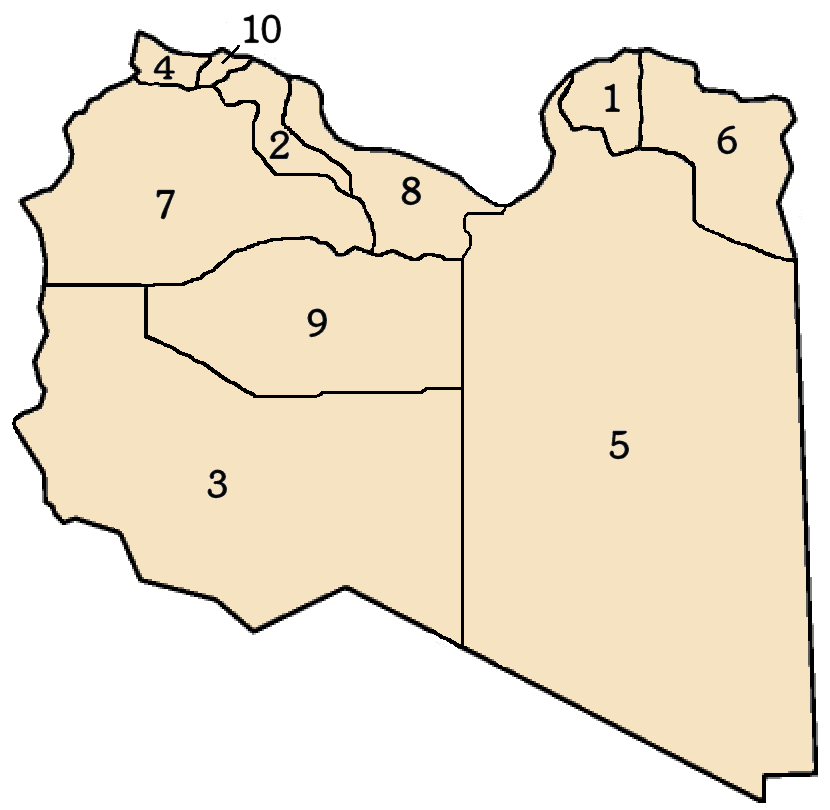
عشر محافظات في ليبيا، الأرقام تتوافق مع القائمة الموجودة علي اليمين.

المحافظات العشر الأصلية هي:
1. محافظة البيضاء
   في عام 1971، أُستبدل اسم البيضاء بالجبل الأخضر .[4][5]
2. محافظة الخمس
3. محافظة أوباري
4. محافظة الزاوية
5. محافظة بنغازي
6. محافظة درنة
7. محافظة الجبل الغربي في عام (1970) أُستبدل اسم الجبل الغربي بغريان [1]
8. محافظة مصراتة
9. محافظة سبها
10. محافظة طرابلس.

## إعادة التنظيم في فترة حكم القذافي
في بداية عام 1973، قُسمت ليبيا إلى ستة وأربعين بلدية لأغراض التعداد السكاني. في عام 1983، استبدلت ليبيا هيكل المحافظات بالمديرية (البلدية) الأولى، مما أدى إلى إنشاء ستة وأربعين مديرية.